# Sarah Rachel Russell

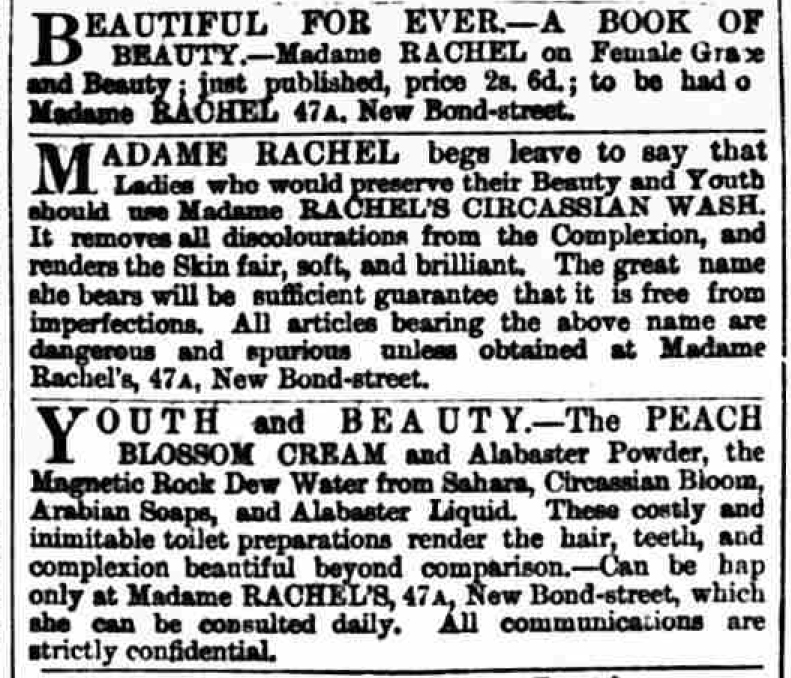
Petites annonces de Madame Rachel, 1864.

Sarah Rachel Russell ou Leverson or Levison, connue comme Madame Rachel, née vers 1806 ou 1814 et morte le 12 octobre 1880, est une criminelle britannique connue pour son charlatanisme et ses chantages. Elle tenait à Londres un salon de beauté réputé où elle vendait des préparations merveilleuses, telle une eau de rosée magnétique du Sahara dont elle garantissait l'effet réjuvénant et qui s'est avérée ultérieurement n'être composée que d'eau et de son. Elle est également connue pour avoir fait chanter de nombreuses femmes de la haute société londonienne.